# Heinrich Holtzmann
Heinrich Julius Holtzmann, född den 17 maj 1832, död den 4 augusti 1910, var en tysk teolog, son till Karl Julius Holtzmann, brorson till Adolf Holtzmann den äldre och Carl Holtzmann, bror till Adolf Holtzmann den yngre samt far till Robert och Friedrich Holtzmann.
Holtzmann, som var professor i teologi i Heidelberg från 1861 och i nytestamentlig exeges i Strassburg 1874–1904, var en av de främsta representanterna för den kritiska bibelteologin i Tyskland under det utgående 1800-talet. Denna organiserades under hans ledning i protestantföreningen.
Han skrev bland annat Lehrbuch der historisch kritischen Einleitung in das Neue Testament (1885; 3:e upplagan 1892) och (tillsammans med Zöpffel) "Lexikon für Theologie und Kirchenwesen" (1882; 3:e upplagan 1895), kommentar till synoptikerna i den av honom med flera utgivna "Handkommentar zum Neuen Testament" (1891, 3:e upplagan 1901) samt till Johannes (1891, 3:e upplagan 1908) och Lehrbuch der neutestamentlichen Theologie (1897, 2:a upplagan 1909). 1893–1900 utgav han "Theologischer Jahresbericht".